# Saint-Martial (Ardèche)
Saint-Martial ist eine französische Gemeinde im Département Ardèche in der Region Auvergne-Rhône-Alpes. Sie gehört zum Kanton Haut-Eyrieux und zum Arrondissement Largentière. Nachbargemeinden sind Borée im Norden, Arcens im Nordosten, Saint-Andéol-de-Fourchades im Südosten und Sagnes-et-Goudoulet im Süden. Zu Saint-Martial gehören neben der Hauptsiedlung auch die Weiler Langonèche, Fougères, Chalix und Condas im Norden und La Rouveyre, Lanlagnit, La Chazotte, Maisonneuve, Cros la Planche, Besses, Chamblanches, La Pradal und La Valette.

## Weblinks

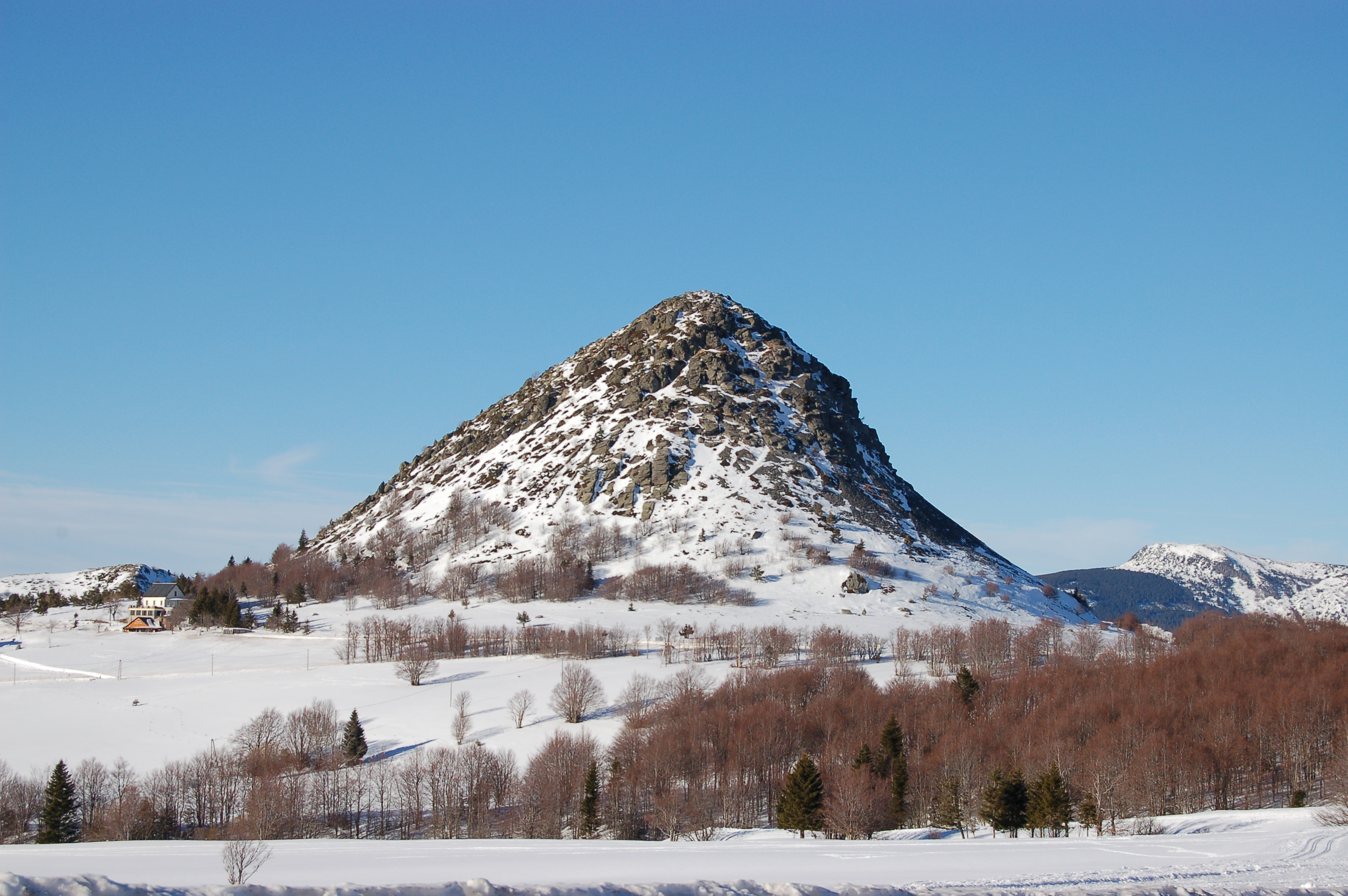
Mont Gerbier de Jonc
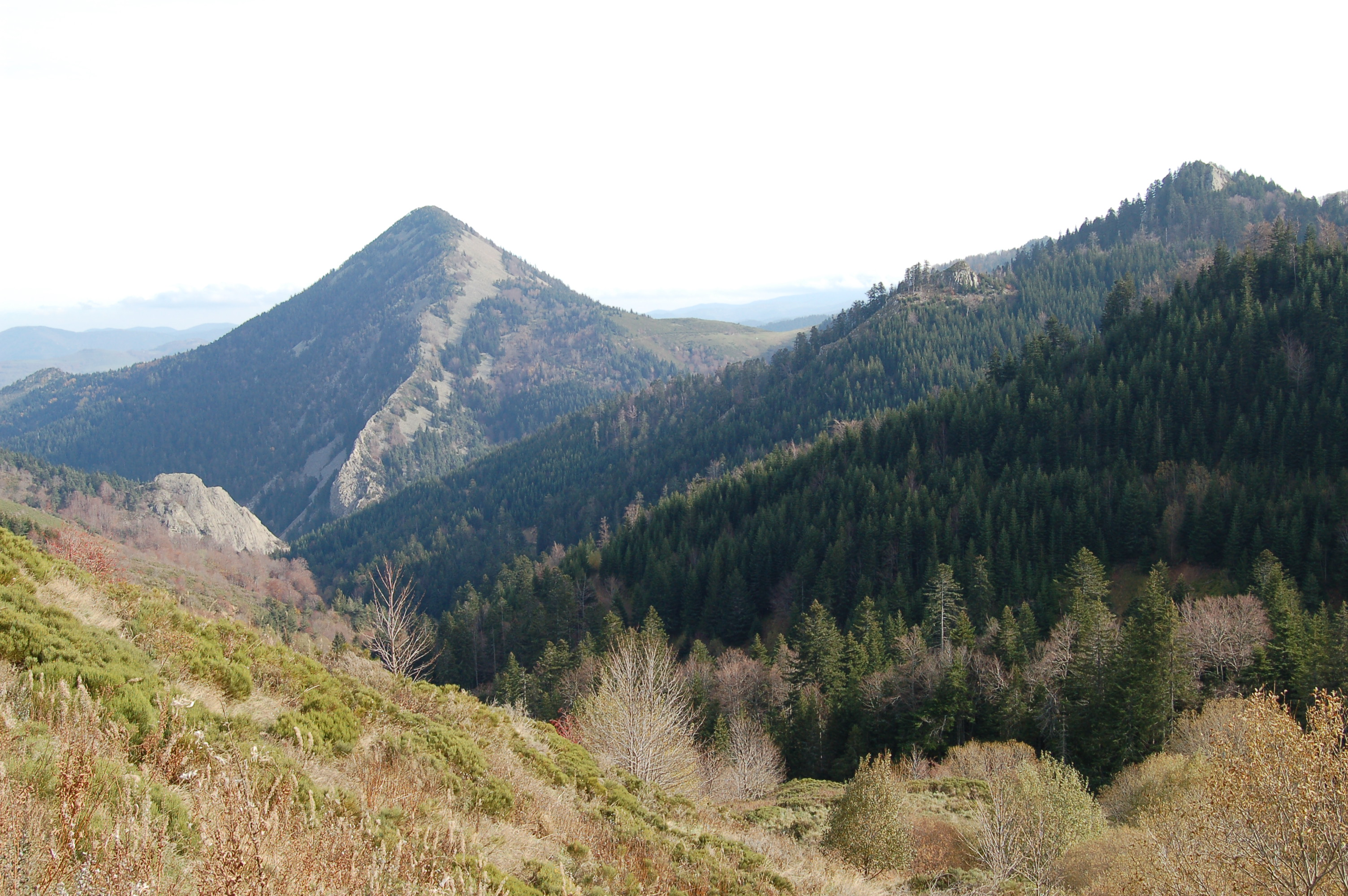
Gebirgslandschaft Suc de Sara in den Gemeinden Saint-Martial und Borée

## Bevölkerungsentwicklung
| Jahr                       | 1962 | 1968 | 1975 | 1982 | 1990 | 1999 | 2008 | 2014 |
| -------------------------- | ---- | ---- | ---- | ---- | ---- | ---- | ---- | ---- |
| Einwohner                  | 617  | 496  | 401  | 339  | 266  | 271  | 256  | 239  |
| Quellen: Cassini und INSEE |      |      |      |      |      |      |      |      |